# Sablet (côtes-du-rhône villages)
Pour les articles homonymes, voir Sablet (homonymie).
Le sablet, ou côtes-du-rhône-villages Sablet, est un vin produit sur la commune de Sablet, dans le département de Vaucluse.
Il s'agit d'une des 21 dénominations géographiques au sein de l'appellation d'origine contrôlée côtes-du-rhône-villages, dans la partie méridionale du vignoble de la vallée du Rhône.

## Toponymie
Le nom de la localité est attesté sous la forme latinisée de Sableto en 1148. Ce toponyme vient du latin sabletum (sable) auquel a été accolé le suffixe collectif -etum.

## Histoire

### Antiquité au Moyen Âge
Les Gallo-Romains ont laissé quelques traces des cultes pratiqués dans la vallée de l'Ouvèze avec un autel à Mars Albiorix et un autre où figurent les Destinées. Le site du Gros-Pata a permis d'exhumer quelques lampes votives.
Sablet, comme tout le Comtat Venaissin, devint terre pontificale en 1274 et le 5 février, ses chefs de famille en rendirent hommage au recteur Guillaume de Villaret qui les avaient réuni à Saint-André-des-Ramières.

### Période contemporaine
La coopérative vinicole Le Gravillas a été construite en 1935. Le terroir de Sablet a été classé en côtes-du-rhône villages en 1974. 
Le village est devenu célèbre dans le monde de la littérature contemporaine grâce à sa « Journée du Livre » qui se tient chaque année à la fin du mois de juillet. Un lien étroit s'est créé entre les auteurs et leurs amis vignerons. D'ailleurs, tous les ans, ceux-ci sortent en cette occasion une « Cuvée spéciale » millésimée qui leur est offerte.

## Situation géographique
Le terroir, situé dans le Nord Vaucluse, domine la vallée de l'Ouvèze.

### Orographie
L'on trouve à l'ouest de la commune les plaines l'Ouvèze et de la vallée du Rhône, et à l'est les dentelles de Montmirail et le « Cheval Long », sommet à 428 mètres, qui est orienté sur un axe nord-sud.

### Géologie
Le terroir est constitué de collines de saffre, sable jaune à grésification irrégulière d'âge helvien. C'est lui qui a donné son nom à Sablet. Sa partie jouxtant les Dentelles est essentiellement composée d'un substrat détritique constituant le piémont du massif et d'alluvions quaternaires (limon et galets roulés) charriées par l'Ouvèze.

### Climatologie
Le climat de ce terroir est soumis à un rythme à quatre temps : deux saisons sèches (une brève en hiver, une très longue et accentuée en été), deux saisons pluvieuses, en automne (pluies abondantes et brutales) et au printemps. Sa spécificité est son climat méditerranéen qui constitue un atout exceptionnel :
- Le mistral assainit le vignoble ;
- La saisonnalité des pluies est très marquée ;
- Les températures sont très chaudes pendant l'été.

| Mois                                                            | Janv | Fév  | Mars | Avr  | Mai  | Juin | Juil | Août | Sept | Oct  | Nov  | Déc  | Année |
| --------------------------------------------------------------- | ---- | ---- | ---- | ---- | ---- | ---- | ---- | ---- | ---- | ---- | ---- | ---- | ----- |
| Températures maximales moyennes (°C)                            | 10   | 12   | 16   | 18   | 23   | 27   | 30   | 30   | 25   | 20   | 13   | 10   | 19,5  |
| Températures minimales moyennes (°C)                            | 2    | 3    | 6    | 8    | 12   | 15   | 18   | 18   | 14   | 11   | 6    | 3    | 9,7   |
| Températures moyennes (°C)                                      | 6    | 7,5  | 11   | 13   | 17,5 | 21   | 23   | 23   | 19,5 | 15,5 | 9    | 6,5  | 14,3  |
| Moyennes mensuelles de précipitations (mm)                      | 36,5 | 23,3 | 24,9 | 42,7 | 45,6 | 25,4 | 20,9 | 29,1 | 65,8 | 59,6 | 52,8 | 34,0 | 460.6 |
| Source : Données climatologiques de Vaison-la-Romaine 2000-2007 |      |      |      |      |      |      |      |      |      |      |      |      |       |

Tableau comparatif des précipitations relevées en nord Vaucluse lors de l'année 2006.
| Pluie.                                   | Oct. | Nov.  | Dec. | Jan.  | Fev. | Mars. | Avril. | Mai  | Juin | Juil. | Août | Sept. |
| ---------------------------------------- | ---- | ----- | ---- | ----- | ---- | ----- | ------ | ---- | ---- | ----- | ---- | ----- |
| % de précipitations comparé à la normale | 90 % | 100 % | 48 % | 103 % | 61 % | 84 %  | 16 %   | 42 % | 5 %  | 174 % | 60 % | 175 % |
| Fort orage (grêle)                       | 0    | 0     | 0    | 0     | 0    | 0     | 0      | 0    | 0    | 7     | 2    | 2     |

Températures relevées en nord Vaucluse lors de l'année 2006.
| Température.                             | Oct.          | Nov.          | Dec.          | Jan.          | Fev.          | Mars.         | Avril.        | Mai           | Juin          | Juil.         | Août          | Sept.         |
| ---------------------------------------- | ------------- | ------------- | ------------- | ------------- | ------------- | ------------- | ------------- | ------------- | ------------- | ------------- | ------------- | ------------- |
| t° la plus chaude (date)                 | 25,2° (le 09) | 21,7° (le 03) | 14,2° (le 04) | 13,3° (le 19) | 15,5° (le 13) | 23,9° (le 31) | 26,7° (le 26) | 30,9° (le 17) | 35,2° (le 28) | 38,9° (le 21) | 34,1° (le 01) | 34,2° (le 04) |
| Nombre de jours t° > à 30°               | 0             | 0             | 0             | 0             | 0             | 0             | 0             | 2             | 16            | 31            | 2             | 8             |
| t° la plus froide (date)                 | 6,6° (le 05)  | -5,8° (le 28) | -6,9° (le 30) | -6,8° (le 15) | -4,7° (le 03) | -3,2° (le 02) | -2,8° (le 08) | 4,9° (le 01)  | 9,4° (le 02)  | 17° (le 07)   | 11,1° (le 15) | 10,3° (le 01) |
| Nombre de jours t° < à -6° (forte gelée) | 0             | 1             | 2             | 5             | 0             | 0             | 0             | 0             | 0             | 0             | 0             | 0             |

Tableau des différentes vitesses du mistral enregistrées et à sa fréquence au cours de l'année 2006. Une partie du vignoble est protégée du mistral par la montagne de Vaison-la-Romaine.
| Mistral.                                             | Oct.    | Nov.    | Dec.     | Jan.    | Fev.    | Mars.    | Avril.  | Mai     | Juin     | Juil.   | Août    | Sept.   |
| ---------------------------------------------------- | ------- | ------- | -------- | ------- | ------- | -------- | ------- | ------- | -------- | ------- | ------- | ------- |
| Vitesse maximale relevée sur le mois                 | 87 km/h | 91 km/h | 118 km/h | 96 km/h | 97 km/h | 112 km/h | 97 km/h | 94 km/h | 100 km/h | 90 km/h | 90 km/h | 90 km/h |
| Tendance : jours avec une vitesse > 16 m/s (58 km/h) | ---     | =       | ++       | --      | +++     | ---      | ++++    | ++++    | =        | =       | ++++    | +       |

## Vignoble

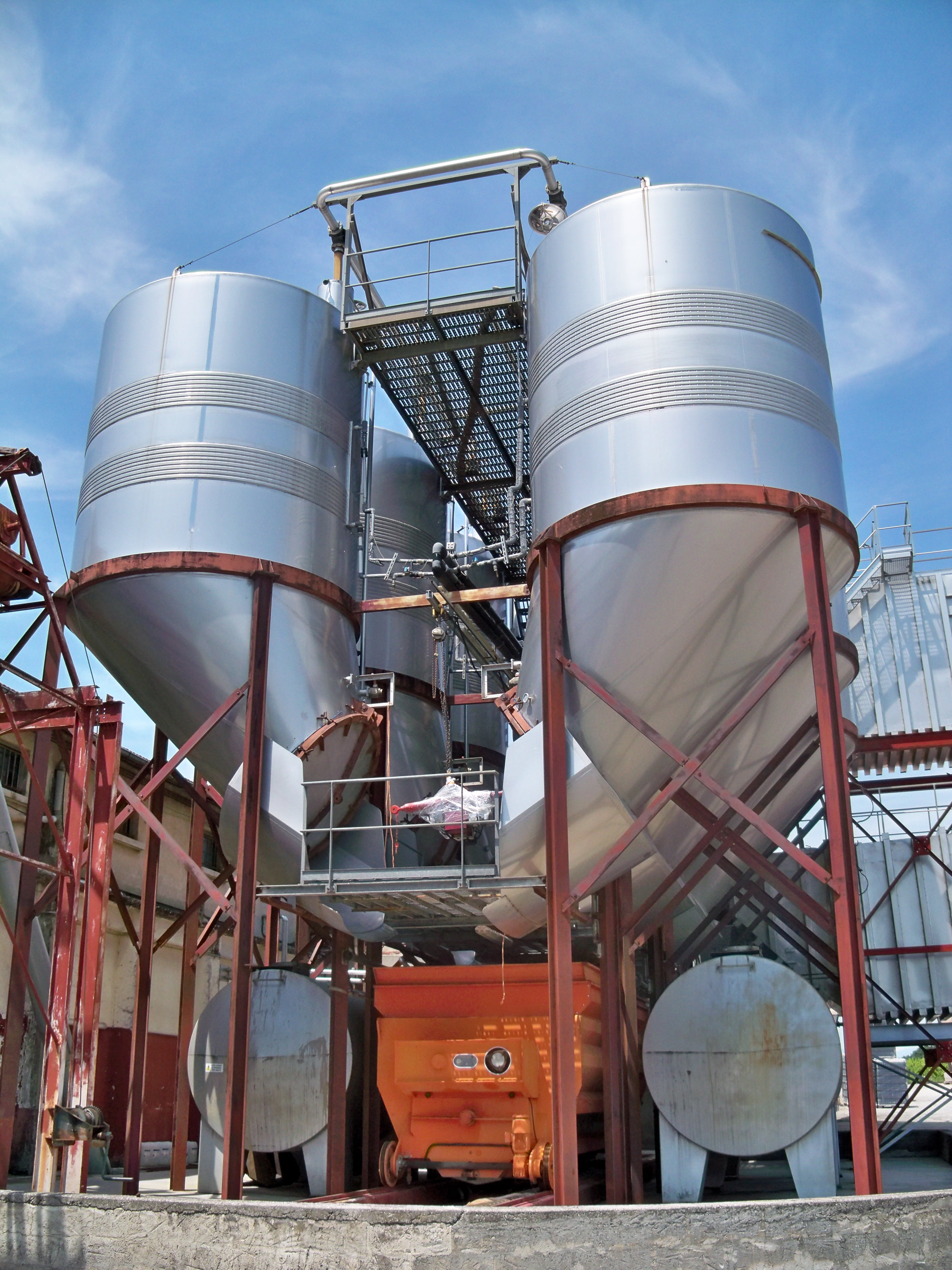
Cuves auto-vidantes de la cave Le Gravillas.

### Présentation
Le vignoble s'étend sur la seule communes de Sablet.

### Encépagement
Les rouges sont principalement faits à partir du grenache N, complété par de la syrah N, du mourvèdre N et accessoirement du brun argenté N (localement dénommé camarèse ou vaccarèse), du carignan N, du cinsaut N, de la counoise N, du muscardin N, du piquepoul noir N et du terret noir N. 
Les blancs sont principalement faits avec du grenache blanc B, de la clairette B, de la Marsanne B, de la roussanne B, du bourboulenc B et du viognier B, complétés accessoirement par du piquepoul blanc B et de l'ugni blanc B.

### Méthodes culturales et réglementaires
Les vignes sont conduites en taille courte gobelet ou cordon), chaque cep devant comporter au maximum six coursons à deux yeux francs. Seul le viognier peut être mené en taille Guyot.

### Terroir et vins

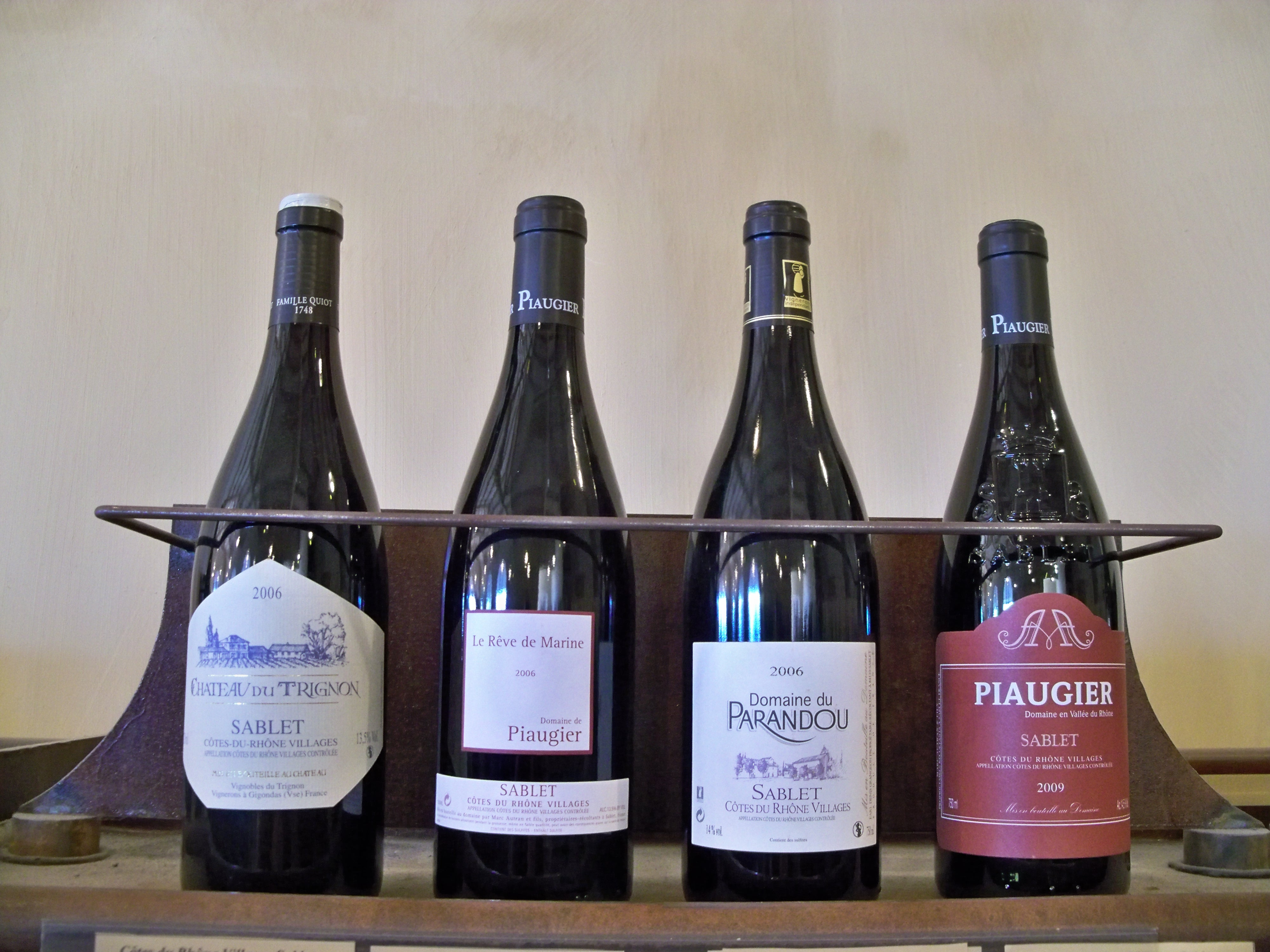
Bouteilles de sablet au Palais du vin

Des terrasses caillouteuses, mêlées de sable et d’argile rouge, montent à l’assaut des Dentelles de Montmirail composent ce terroir. 
Les rouges ont une robe profonde à la couleur chatoyante. Ces vins équilibrés et charpentés, sont caractérisés par un nez qui évolue d’un bouquet juvénile de fruits où domine la marasque (cerise noire) vers des nuances de menthe sauvage, de sous-bois et de venaison en vin de garde. 
Le rosé, capiteux et généreux, à la couleur soutenue et ensoleillée, se distingue par des arômes marqués d’amande et de fruits compotés. Ne manquant pas de corps, d'esprit et de bouquet c'est un vin à boire à table avec les charcuterie et les fromages. Il s'accorde parfaitement avec la cuisine asiatique.
Le blanc, traditionnellement, est conseillé soit en apéritif, soit sur des poissons, coquillages et crustacés. Il se révèle parfait en accompagnement d'un fromage de chèvre.

### Les millésimes
Ils correspondent à ceux du vignoble de la vallée du Rhône. Ils sont notés : année exceptionnelle , grande année , bonne année ***, année moyenne **, année médiocre *.
| Caractéristiques | Article de qualité | ***                | ***                | Bon article        | Article de qualité | Bon article        | Bon article        | ***                | Bon article | Bon article        |
| Millésimes 1990 | 1999               | 1998               | 1997               | 1996               | 1995               | 1994               | 1993               | 1992               | 1991        | 1990               |
| Caractéristiques | ***                | ***                | **                 | ***                | Bon article        | **                 | **                 | **                 | ***         | Article de qualité |
| Millésimes 1980 | 1989               | 1988               | 1987               | 1986               | 1985               | 1984               | 1983               | 1982               | 1981        | 1980               |
| Caractéristiques | Article de qualité | Article de qualité | Bon article        | ***                | Article de qualité | **                 | Bon article        | ***                | Bon article | Article de qualité |
| Millésimes 1970 | 1979               | 1978               | 1977               | 1976               | 1975               | 1974               | 1973               | 1972               | 1971        | 1970               |
| Caractéristiques | Bon article        | Article de qualité | Bon article        | **                 | ***                | Bon article        | ***                | **                 | **          | Article de qualité |
| Millésimes 1960 | 1969               | 1968               | 1967               | 1966               | 1965               | 1964               | 1963               | 1962               | 1961        | 1960               |
| Caractéristiques | **                 | *                  | Article de qualité | Article de qualité | ***                | ***                | **                 | **                 | ***         | Article de qualité |
| Millésimes 1950 | 1959               | 1958               | 1957               | 1956               | 1955               | 1954               | 1953               | 1952               | 1951        | 1950               |
| Caractéristiques | Bon article        | Bon article        | Article de qualité | Bon article        | Bon article        | ***                | Bon article        | Article de qualité | **          | Article de qualité |
| Millésimes 1940 | 1949               | 1948               | 1947               | 1946               | 1945               | 1944               | 1943               | 1942               | 1941        | 1940               |
| Caractéristiques | Article de qualité | Article de qualité | Article de qualité | Bon article        | Article de qualité | **                 | Article de qualité | Bon article        | **          | **                 |
| Millésimes 1930 | 1939               | 1938               | 1937               | 1936               | 1935               | 1934               | 1933               | 1932               | 1931        | 1930               |
| Caractéristiques | *                  | Bon article        | Bon article        | ***                | **                 | Article de qualité | Article de qualité | **                 | **          | **                 |
| Millésimes 1920 | 1929               | 1928               | 1927               | 1926               | 1925               | 1924               | 1923               | 1922               | 1921        | 1920               |
| Caractéristiques | Article de qualité | Article de qualité | **                 | Bon article        | **                 | Bon article        | Bon article        | **                 | Bon article | Bon article        |
| Sources : Yves Renouil (sous la direction), Dictionnaire du vin, Éd. Féret et fils, Bordeaux, 1962 ; Alexis Lichine, Encyclopédie des vins et alcools de tous les pays, Éd. Robert Laffont-Bouquins, Paris, 1984, Les millésimes de la vallée du Rhône & Les grands millésimes de la vallée du Rhône |                    |                    |                    |                    |                    |                    |                    |                    |             |                    |

Soit sur 90 ans, 24 années exceptionnelles, 26 grandes années, 16 bonnes années, 22 années moyennes et 2 années médiocres.

### Structure des exploitations
La production viti-vinicole est assurée par une cave coopérative et plusieurs domaines indépendants.

### Type de vins et gastronomie
Les rouges évoluent des arômes de fruits à noyau en leur prime jeunesse vers des notes de cuir et de truffes en vieillissant. Ce sont des vins de grande garde - dix ans et plus - traditionnellement conseillés sur du gibier et de la venaison et ils s'accordent parfaitement avec les daubes (avignonnaise ou provençale), les civets de chevreuil, de lièvre ou de sanglier et avec une gardianne de taureau. 
Le rosé, en fonction de sa vinification - par saignée ou par pressurage - peut se garder entre 2 ou 4 ans. C'est un vin à boire à table avec les charcuteries et les fromages. Il s'accorde parfaitement avec la cuisine asiatique.
Le blanc, traditionnellement, est conseillé soit en apéritif, soit sur des poissons, coquillages et crustacés. Il se révèle parfait en accompagnement d'un fromage de chèvre.

### Commercialisation
La commercialisation, sur le marché intérieur, se fait à partir des CHR, cavistes, grande distribution, salons pour les particuliers et les professionnels. À l'exportation, les plus importants marchés se trouvent en Europe.

## Les principaux producteurs de l'appellation
- Cave le Gravillas
- Domaine Charols
- Domaine du Parandou
- Domaine Christian Bonfils
- Domaine de Verquière
- Domaine Chamfort
- Domaine Pierre Quinquin
- Domaine de Piaugier
- Domaine du Pourra
- EARL Isnard Michel
- Cave les Genets

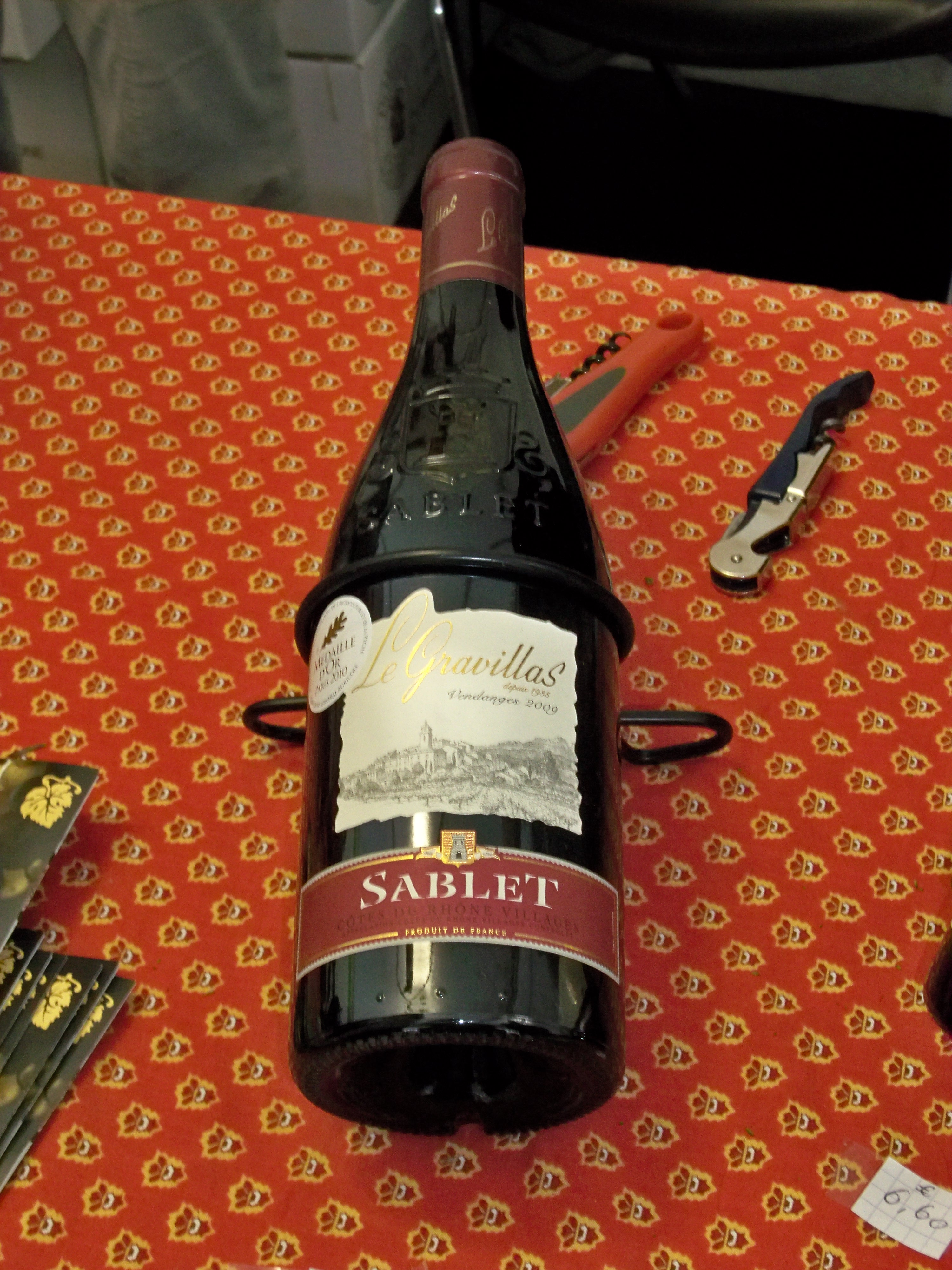
Cave les Gravillas.
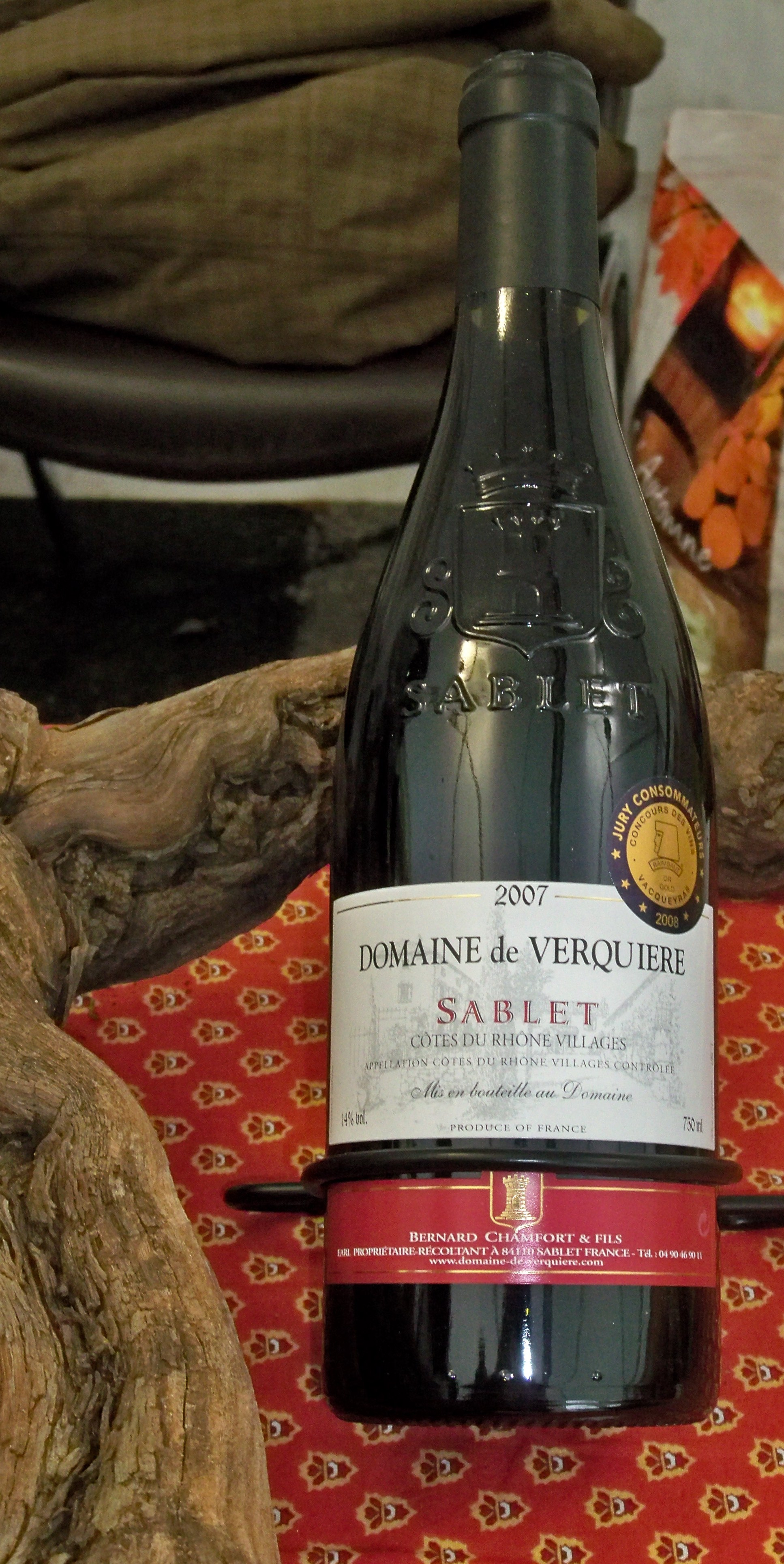
Domaine de Verquière.
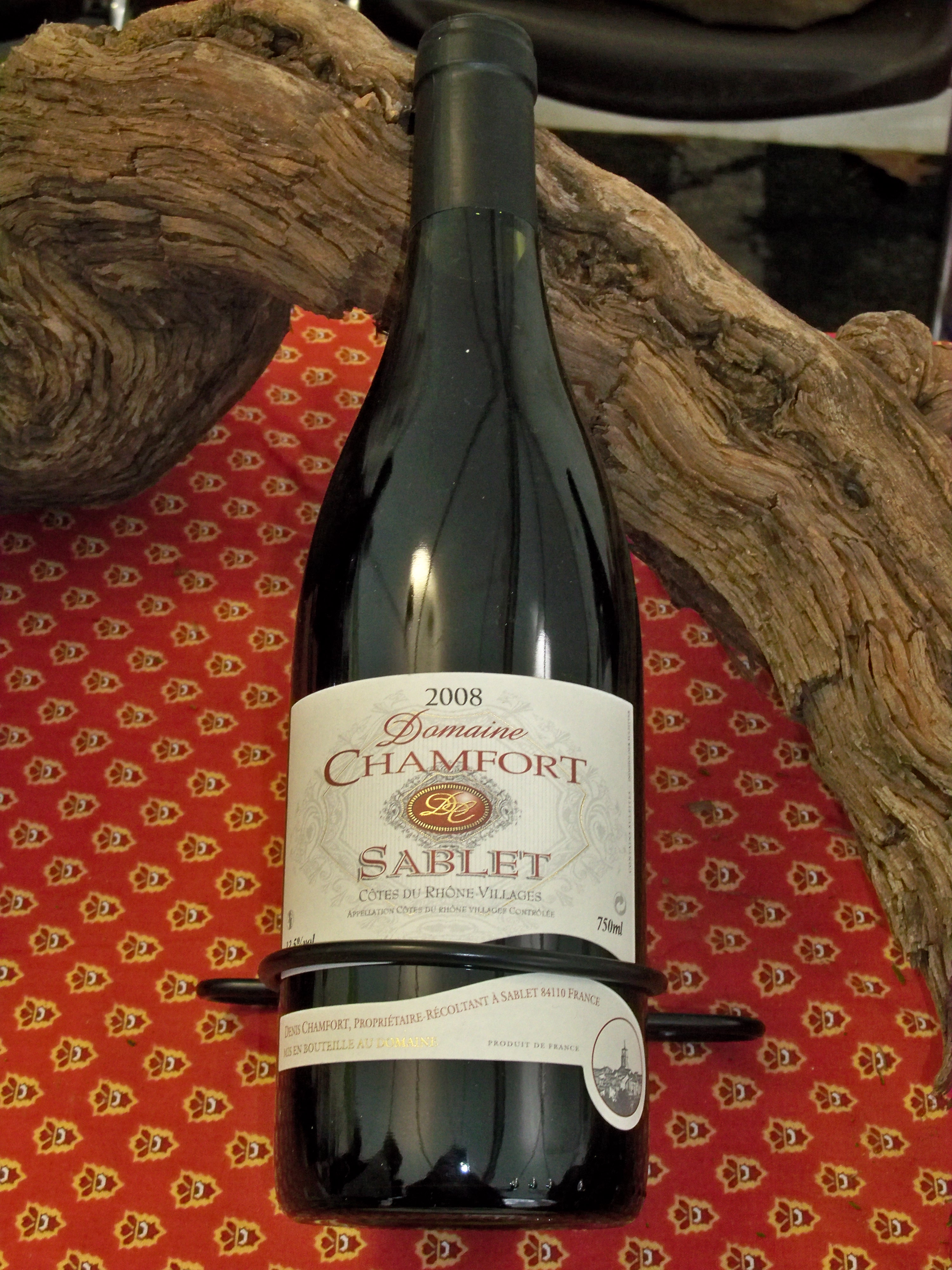
Domaine Chamfort.

### Caveaux de dégustation

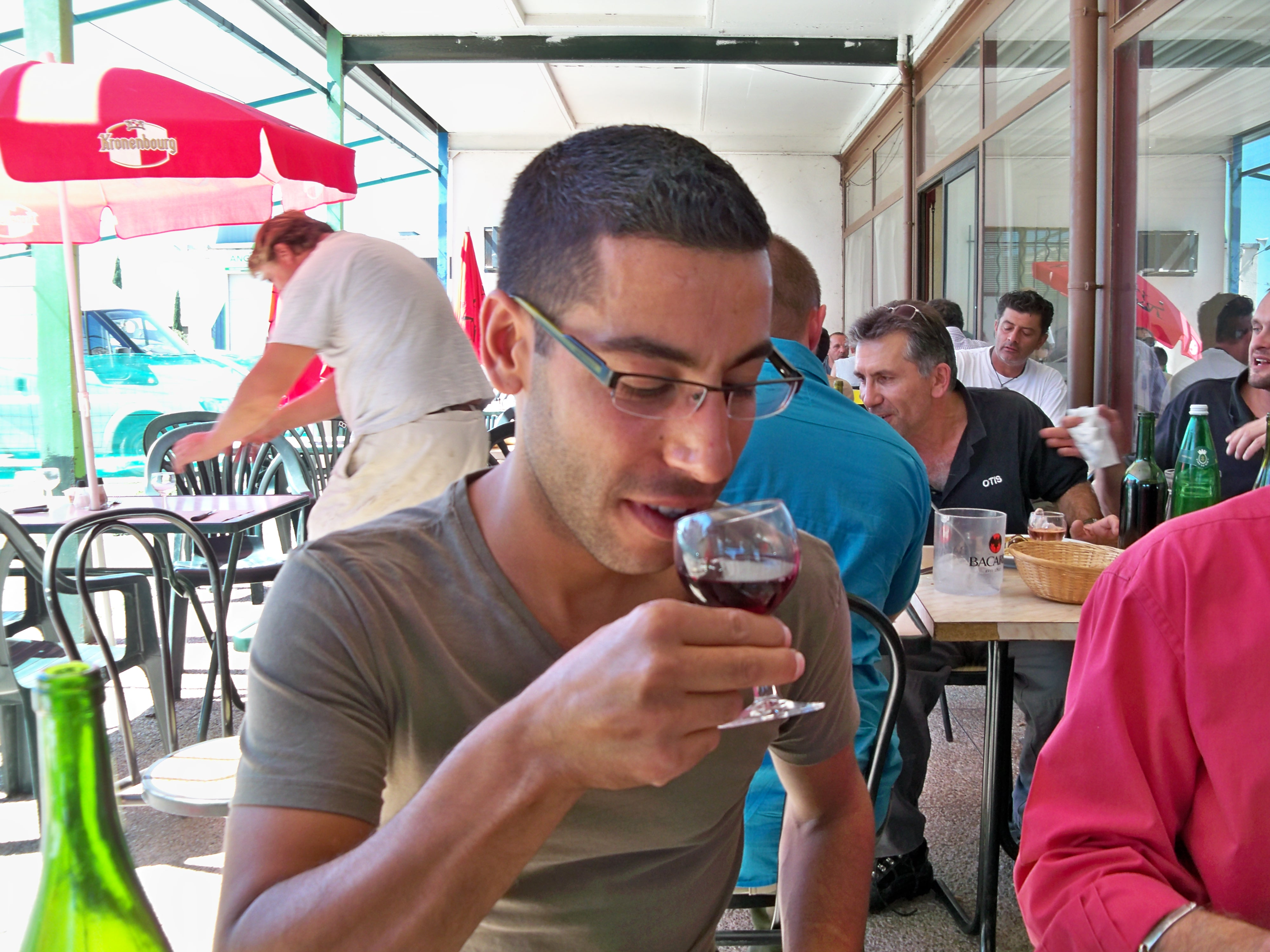
Humer

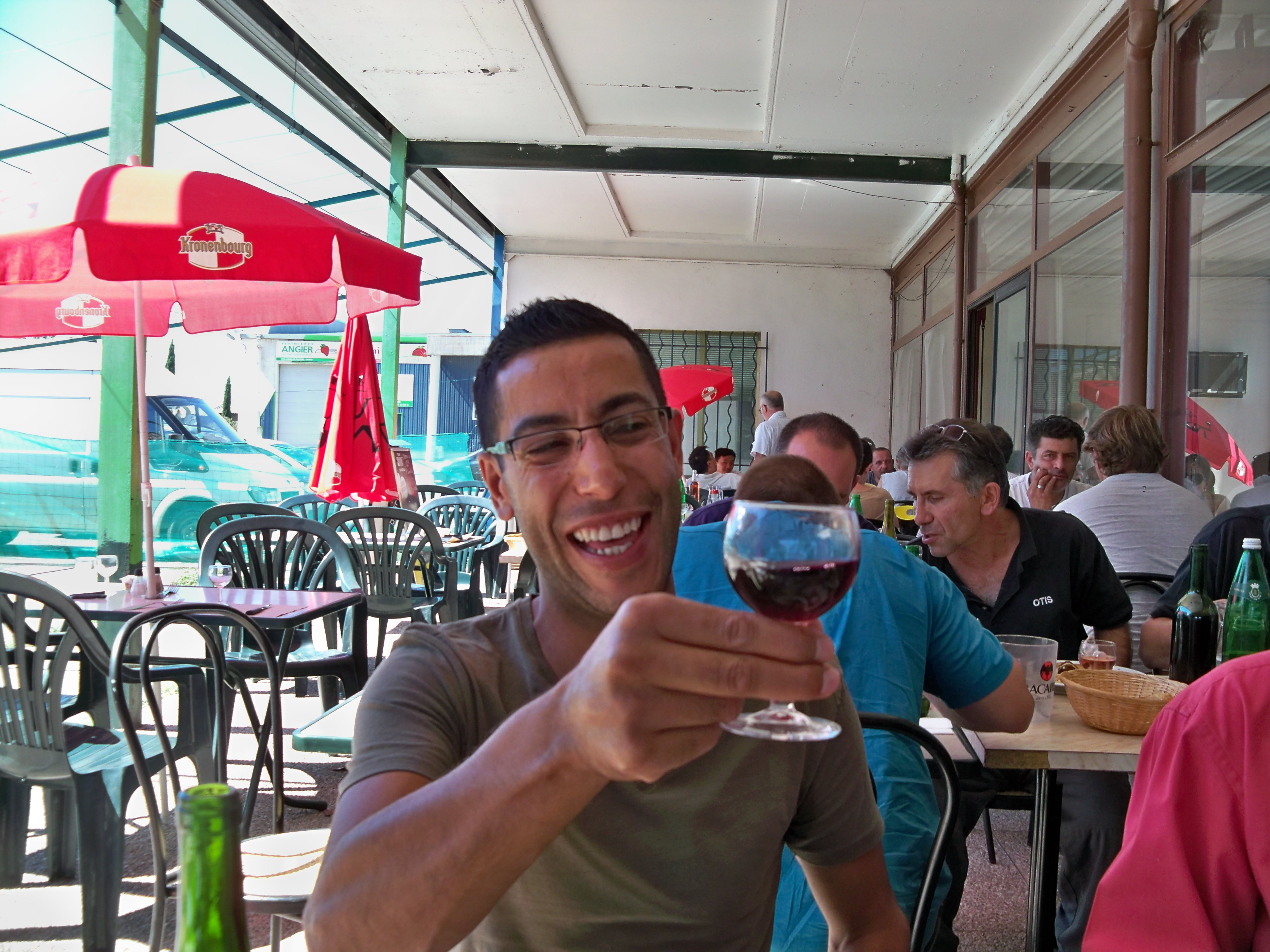
Mirer

Une charte de qualité, à laquelle adhèrent caves et domaines de Sablet, a été mise en place dans la vallée du Rhône par Inter Rhône. Elle propose trois catégories différentes d'accueil en fonction des prestations offertes par les professionnels. 
La première - dite accueil de qualité - définit les conditions de cet accueil. Un panneau à l'entrée doit signaler que celui-ci est adhérent à la charte. Ce qui exige que ses abords soient en parfait état et entretenus et qu'il dispose d'un parking proche. L'intérieur du caveau doit disposer d'un sanitaire et d'un point d'eau, les visiteurs peuvent s'asseoir et ils ont de plus l'assurance que locaux et ensemble du matériel utilisé sont d'une propreté irréprochable (sols, table de dégustation, crachoirs, verres).
L'achat de vin à l'issue de la dégustation n'est jamais obligatoire. Celle-ci s'est faite dans des verres de qualité (minimum INAO). Les vins ont été servis à température idéale et les enfants se sont vu proposer des jus de fruits ou des jus de raisin. Outre l'affichage de ses horaires et des permanences, le caveau dispose de fiches techniques sur les vins, affiche les prix et offre des brochures touristiques sur l'appellation. 
Caveaux à Sablet

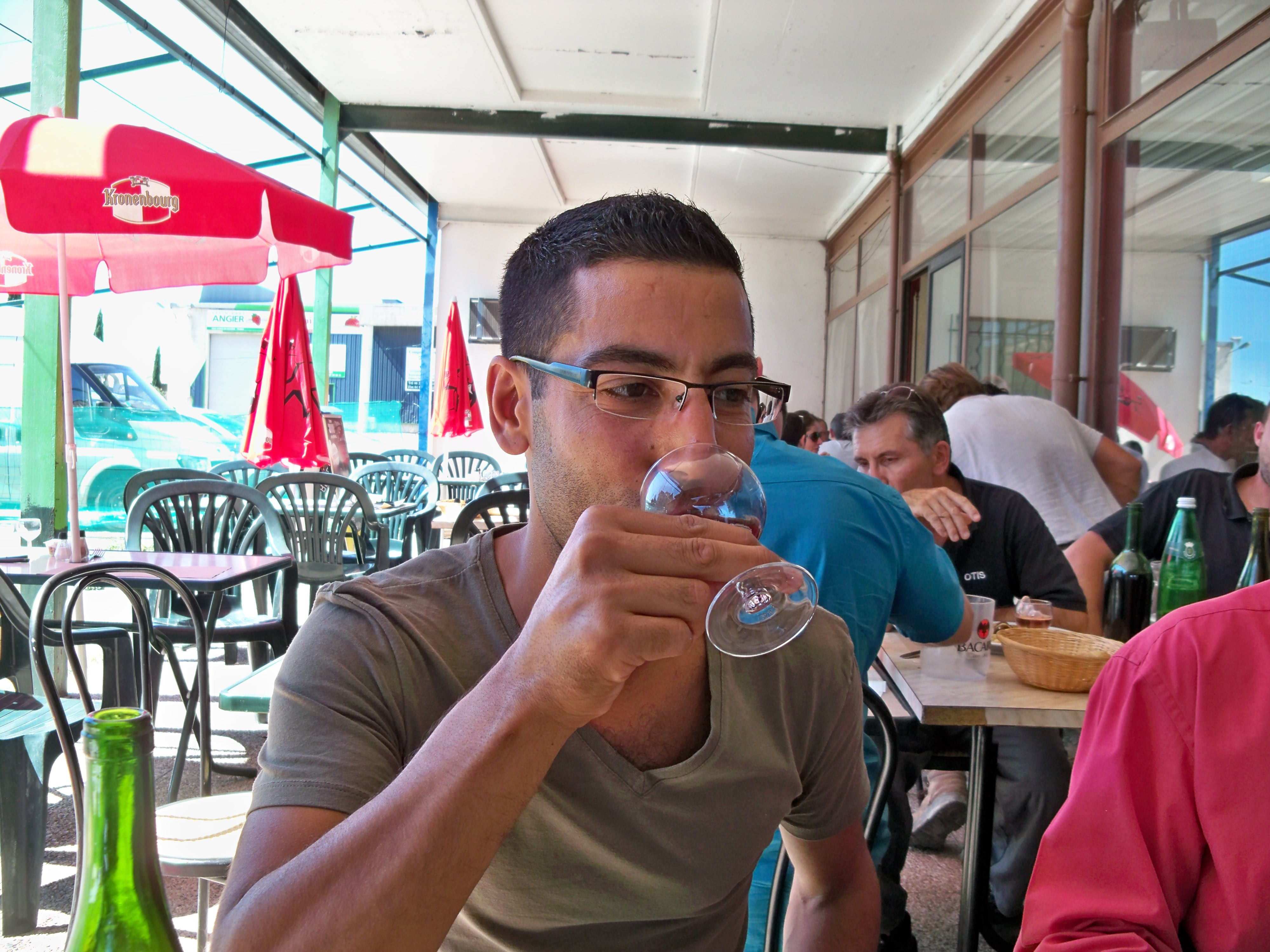
Lamper

La seconde - dite accueil de service - précise que le caveau est ouvert cinq jours sur sept toute l'année et six jours sur sept de juin à septembre. La dégustation se fait dans des verres cristallins voire en cristal. Accessible aux personnes à mobilité réduite, il est chauffé l'hiver et frais l'été, de plus il dispose d'un éclairage satisfaisant (néons interdits). Sa décoration est en relation avec la vigne et le vin, une carte de l'appellation est affichée. Il dispose d'un site internet et fournit à sa clientèle des informations sur la gastronomie et les produits agroalimentaires locaux, les lieux touristiques et les autres caveaux adhérant à la charte. Des plus les fiches techniques sur les vins proposés sont disponibles en anglais
Caveaux à Sablet
La troisième - dite accueil d'excellence - propose d'autres services dont la mise en relation avec d'autres caveaux, la réservation de restaurants ou d'hébergements. Le caveau assure l'expédition en France pour un minimum de vingt-quatre bouteilles. Il dispose d'un site Internet en version anglaise et le personnel d'accueil parle au moins l'anglais.
Caveaux à Sablet

## La place de Sablet parmi les côtes-du-rhône villages
| Dénominations              | Surface et production | Surface et production | Communes ayant droit à une des dénominations géographiques                            |
| Dénominations              | hectares              | hectolitres           | Communes ayant droit à une des dénominations géographiques                            |
| -------------------------- | --------------------- | --------------------- | ------------------------------------------------------------------------------------- |
| Cairanne                   | 760                   | 24 540                | Cairanne                                                                              |
| Chusclan                   | 259                   | 9 576                 | Chusclan, Orsan, Bagnols-sur-Cèze, Codolet, Saint-Étienne-des-Sorts                   |
| Laudun                     | 298                   | 11 315                | Laudun, Saint-Victor-la-Coste, Tresques                                               |
| Massif-d'uchaux            | 178                   | 5 830                 | Lagarde-Paréol, Mondragon, Piolenc, Uchaux et une partie de Sérignan-du-Comtat        |
| Plan-de-dieu               | 367                   | 2 851                 | Camaret-sur-Aigues, Jonquières, Travaillan, Violès                                    |
| Puyméras                   | 81                    | 3 243                 | Mérindol-les-Oliviers, Mollans-sur-Ouvèze, Faucon, Saint-Romain-en-Viennois, Puyméras |
| Roaix                      | 96                    | 3 176                 | Roaix                                                                                 |
| Rochegude                  | 135                   | 4 462                 | Rochegude                                                                             |
| Rousset-les-vignes         | 52                    | 2 041                 | Rousset-les-Vignes                                                                    |
| Sablet                     | 230                   | 8 163                 | Sablet                                                                                |
| Saint-gervais              | 137                   | 5 019                 | Saint-Gervais                                                                         |
| Saint-maurice-sur-eygues   | 136                   | 4 982                 | Saint-Maurice-sur-Eygues                                                              |
| Saint-pantaléon-les-vignes | 61                    | 2 037                 | Saint-Pantaléon-les-Vignes                                                            |
| Séguret                    | 268                   | 9 176                 | Séguret                                                                               |
| Signargues                 | 600                   | 18 000                | Domazan, Estézargues, Rochefort-du-Gard, Saze                                         |
| Valréas                    | 479                   | 16 883                | Valréas                                                                               |
| Visan                      | 419                   | 14 510                | Visan                                                                                 |